# Sender Berlin-Scholzplatz
Der Sender Scholzplatz im Berliner Ortsteil Westend ist eine Rundfunk-Sendeanlage des rbb (Rundfunk Berlin-Brandenburg) für Hörfunk und Fernsehen. Diese umfassen den Hörfunk in analoger (FM auf Ultrakurzwelle/Band II) und digitaler (DAB+ auf Band III) Technik sowie das Fernsehen im Digitalstandard DVB-T2 HD auf Band IV/V.
Seit der Demontage der Mittelwellensendeanlage in der Stallupöner Allee ist er der einzige vom rbb in Eigenregie betriebene Sender. Er wurde 1963 errichtet und ist mit einer Höhe von 230 Metern seit der Sprengung des 358 Meter hohen Gittermastes der Richtfunkanlage in Frohnau am 8. Februar 2009 wieder das zweithöchste Bauwerk Berlins nach dem Fernsehturm. Der Sender Scholzplatz wurde seinerzeit als Ersatz für einen nie gebauten West-Berliner Fernsehturm realisiert.
Durch die größere Höhe der Sendeantennen war seine technische Reichweite auf dem Gebiet der einstigen DDR viel größer, als dies mit den Antennen am Berliner Funkturm möglich war.

## Frequenzen und Programme

### Analoges Radio (UKW)
Beim Antennendiagramm sind im Falle gerichteter Strahlung die Hauptstrahlrichtungen in Grad angegeben.
| Frequenz (MHz) | Programm           | RDS PS   | RDS PI | Regionalisierung | ERP (kW) | Antennendiagramm rund (ND), gerichtet (D) | Polarisation horizontal (H), vertikal (V) |
| -------------- | ------------------ | -------- | ------ | ---------------- | -------- | ----------------------------------------- | ----------------------------------------- |
| 88,8           | rbb 88.8           | rbb_88.8 | D321   | –                | 80       | ND                                        | H                                         |
| 92,4           | radio3             | _radio3_ | D323   | –                | 80       | ND                                        | H                                         |
| 93,1           | rbb24 Inforadio    | __Info__ | D335   | –                | 25       | ND                                        | H                                         |
| 96,3           | Cosmo (WDR/RB/rbb) | _COSMO__ | D324   | –                | 80       | ND                                        | H                                         |
| 106,8          | JazzRadio106,8     | __Jazz__ | 1027   | –                | 2        | D                                         | H                                         |

### Digitales Radio (DAB+)
Seit der Einführung von DAB+ am 1. August 2011 werden vom Scholzplatz folgende Programme abgestrahlt:
| Block                             | Programme | ERP (kW) | Antennendiagramm rund (ND), gerichtet (D) | Gleichwellennetz (SFN) |
| --------------------------------- | --- | -------- | ----------------------------------------- | --- |
| 5C DRDeutschland (D__00188)       | DAB+ Block der Media Broadcast: - Absolut relax (72 kbps) - Dlf (104 kbps) - Dlf Kultur (112 kbps) - Dlf Nova (104 kbps) - DRadio DokDeb (48 kbps) - Energy Digital (72 kbps) - ERF Plus (64 kbps) - Klassik Radio (72 kbps) - Radio Bob (72 kbps) - Radio Horeb (48 kbps) - Radio Schlagerparadies (64 kbps) - Schwarzwaldradio (64 kbps) - sunshine live (72 kbps) - DRadio Daten (32 kbps Daten) - EPG Deutschland (16 kbps Daten) - TPEG (16 kbps Daten) - TPEG_MM (16 kbps Daten) | 5        |                                           | - Baden-Württemberg: Aalen, Baden-Baden (Fremersberg), Bad Mergentheim, Blauen, Brandenkopf, Donaueschingen, Feldberg im Schwarzwald, Freiburg (Vogtsburg-Totenkopf), Geislingen (Oberböhringen), Großerlach (Hohe Brach), Heidelberg (Königstuhl), Heilbronn (Schweinsberg), Hochrhein (Rickenbach), Hornisgrinde, Pforzheim (Schömberg-Langenbrand), Raichberg, Ravensburg (Höchsten), Reutlingen, Stuttgart (Frauenkopf), Ulm (Kuhberg) - Bayern: Amberg (Hirschau), Aschaffenburg (Pfaffenberg), Augsburg (Hotelturm), Bad Tölz (Gaißach), Bamberg (Geisberg), Büttelberg, Brotjacklriegel, Dillberg, Grünten, Herzogstand, Hochberg (Traunstein), Hoher Bogen, Inntal (Ebbs), Ingolstadt (Gelbelsee), Kreuzberg/Rhön, Landshut (Altdorf), München (Olympiaturm), Nennslingen (Büchelberg), Nürnberg, Oberammergau, Ochsenkopf, Passau, Pfänder, Pfaffenhofen, Pfarrkirchen, Pfronten, Regensburg (Hohe Linie), Unterringingen, Untersberg, Wendelstein (Bayrischzell), Würzburg (Frankenwarte) - Berlin: Berlin (Alexanderplatz), Berlin (Scholzplatz) - Brandenburg: Bad Belzig, Booßen, Brandenburg/Havel, Calau, Casekow, Cottbus, Eisenhüttenstadt, Petkus, Pritzwalk, Templin - Bremen: Bremen (Walle), Bremerhaven-Schiffdorf - Hamburg: Hamburg (Moorfleet), Hamburg (Heinrich-Hertz-Turm) - Hessen: Bad Hersfeld (Rimberg), Biedenkopf (Sackpfeife), Fulda (Hummelskopf), Frankfurt (Europaturm), Gelnhausen (Schnepfenkopf), Gießen (Dünsberg), Großer Feldberg, Hardberg, Hohe Wurzel, Hoher Meißner, Kassel (Habichtswald), Mainz-Kastel - Mecklenburg-Vorpommern: Garz (Rügen), Güstrow, Malchin, Neubrandenburg-Süd, Rostock (Toitenwinkel), Röbel, Schwerin (Zippendorf-Gr.Dreesch), Torgelow, Wismar/Rüggow, Züssow - Niedersachsen: Aurich-Popens, Braunschweig (Broitzem), Braunschweig (Drachenberg), Cuxhaven-Stadt, Dannenberg, Göttingen (Bovenden-Osterberg), Hannover (Telemax), Lingen, Lüneburg-Neu Wendhausen, Molbergen-Peheim, Osnabrück (Bramsche-Schleptruper Egge), Hildesheim (Sibbesse), Steinkimmen, Uelzen, Visselhövede, Wilhelmshaven - Nordrhein-Westfalen: Aachen (Karlshöhe), Bielefeld (Hünenburg), Bonn (Venusberg), Dortmund (Florianturm), Düsseldorf (Rheinturm), Eggegebirge, Herscheid, Hochsauerland (Hunau), Hürtgenwald-Großhau, Köln (Colonius), Langenberg, Lügde-Rischenau (Köterberg), Minden (Jakobsberg), Münster (Fernmeldeturm), Schöppingen, Siegen-Süd, Wesel - Rheinland-Pfalz: Bad Kreuznach (Schanzenkopf), Bad Marienberg (Westerwald), Bornberg, Daun (Eifel), Edenkoben (Kalmit), Heckenbach-Schöneberg (Ahrweiler), Idar-Oberstein, Kaiserslautern, Kettrichhof, Koblenz (Kühkopf), Trier (Petrisberg) - Saarland: Merzig-Merchingen, Saarbrücken (Schoksberg) - Sachsen: Chemnitz, Dresden, Geyer, Leipzig, Löbau, Neustadt, Oschatz, Schöneck, Zwickau Ost - Sachsen-Anhalt: Brocken, Burg, Dequede, Petersberg, Pettstädt (Weißenfels), Schneidlingen, Wittenberg - Schleswig-Holstein: Bungsberg, Flensburg, Heide, Helgoland, Hennstedt, Kiel (Kronshagen), Lübeck (Stockelsdorf), Schleswig, Niebüll (Süderlügum), Westerland (Sylt) - Thüringen: Bleßberg (Sonneberg), Erfurt-Hochheim, Gera, Inselsberg, Jena (Oßmaritz), Kulpenberg, Saalfeld (Remda), Lobenstein (Sieglitzberg), Weimar (Ettersberg) |
| 7D Berlin/Brandenburg (D__00246)  | DAB+-Block vom rbb: - Antenne Brandenburg (P) (80 kbps) - rbb 88.8 (88 kbps) - radio1 (P) (88 kbps) - Fritz (88 kbps) - rbb24 Inforadio (64 kbps) - radio3 vom rbb (96 kbps) - Die Maus (80 kbps) - BR Heimat (128 kbps) - BR-Klassik (144 kbps) - rbb EPG (16 kbps Daten) - rbb TPEG (16 kbps Daten) | 10       |                                           | Berliner Fernsehturm, Berlin (Scholzplatz) |
| 10B Berlin/Brandenburg (D__00328) | DAB+-Block vom rbb: - Antenne Brandenburg (CB) (88 kbps) - Antenne Brandenburg (FFO) (88 kbps) - Antenne Brandenburg (P) (80 kbps) - Antenne Brandenburg (PBG) (80 kbps) - Antenne Brandenburg (PZL) (80 kbps) - rbb 88.8 (88 kbps) - radio1 (CB) (96 kbps) - radio1 (FFO) (96 kbps) - radio1 (P) (88 kbps) - Fritz (88 kbps) - rbb24 Inforadio (64 kbps) - radio3 vom rbb (96 kbps) - COSMO (96 kbps) - rbb EPG (16 kbps Daten) - rbb TPEG (8 kbps Daten)                             | 10       |                                           | - Berlin: Berlin (Scholzplatz), Berlin-Rudow - Brandenburg: Bad Belzig, Booßen, Calau, Casekow, Cottbus-Stadt, Eberswalde, Eisenhüttenstadt, Forst (Lausitz), Herzberg, Petkus, Pritzwalk, Templin |

### Digitales Fernsehen (DVB-T2)
Am 29. März 2017 wurde der Regelbetrieb von DVB-T2 HD aufgenommen. Seitdem werden im DVB-T2-Standard die Programme der ARD (rbb-Mux) im HEVC-Videokodierverfahren und in Full-HD-Auflösung abgestrahlt.
Das kommerzielle Angebot von freenet TV (in Irdeto verschlüsselt) wird seit dem 7. November 2017 ebenfalls vom Sender Scholzplatz verbreitet.
Alle kursiv dargestellten Programme sind verschlüsselt und nur über die DVB-T2 HD-Plattform freenet TV empfangbar.
Die DVB-T2 HD-Ausstrahlungen des Senders Scholzplatz sind im Gleichwellenbetrieb (Single Frequency Network) mit anderen Sendestandorten.
| Kanal | Frequenz (MHz) | Multiplex                              | Programme im Multiplex | ERP (kW) | Antennendiagramm rund (ND) gerichtet (D) | Polarisation horizontal (H) vertikal (V) | Modulationsverfahren | FEC | Guardintervall | Bitrate (MBit/s) | Gleichwellennetz (SFN)                                                                                                |
| ----- | -------------- | -------------------------------------- | --- | -------- | ---------------------------------------- | ---------------------------------------- | -------------------- | --- | -------------- | ---------------- | --- |
| 25    | 506            | rbb 1 (ARD)                            | - Das Erste HD - tagesschau24 HD - MDR Sachsen HD - NDR FS NDS HD - rbb Berlin HD - rbb Brandenburg HD - SWR BW HD                                                                                   | 20       | ND                                       | V                                        | 64-QAM               | 3/5 | 19/256         | 23,6             | Berlin-Charlottenburg (Scholzplatz), Berliner Fernsehturm Alex, Berlin-Wannsee (Schäferberg), Frankfurt/Oder (Booßen) |
| 40    | 626            | rbb 2 (ARD)                            | - arte HD - PHOENIX HD - ONE HD - BR Fernsehen HD - hr-fernsehen HD - WDR HD Köln | 20       | ND                                       | V                                        | 64-QAM               | 3/5 | 19/256         | 23,6             | Berlin-Charlottenburg (Scholzplatz), Berliner Fernsehturm Alex, Berlin-Wannsee (Schäferberg), Frankfurt/Oder (Booßen) |
| 27    | 522            | MEDIA BROADCAST (RTL Group)            | - RTL HD - VOX HD - SUPER RTL HD - RTL II HD - n-tv HD - RTL NITRO HD - Tele 5 HD | 15       | ND                                       | V                                        | 64-QAM               | 2/3 | 1/16           | 27,6             | Berliner Fernsehturm Alex, Berlin-Wannsee (Schäferberg)                                                               |
| 31    | 554            | MEDIA BROADCAST (ProSiebenSat.1 Media) | - SAT.1 HD - ProSieben HD - kabel eins HD - SIXX HD - Pro7 MAXX HD - SAT.1 Gold HD - Sport1 HD | 15       | ND                                       | V                                        | 64-QAM               | 2/3 | 1/16           | 27,6             | Berliner Fernsehturm Alex, Berlin-Wannsee (Schäferberg)                                                               |
| 42    | 642            | MEDIA BROADCAST                        | Substream 0: - Disney Channel HD - N24 HD - DMAX HD - Eurosport 1 HD - nickelodeon HD - test - QVC HD - HSE24 HD - Bibel TV HD Substream 1: - freenet.TV Info - ssu (System Software Update service) | 15       | ND                                       | V                                        | 64-QAM               | 2/3 | 1/16           | 27,6             | Berliner Fernsehturm Alex, Berlin-Wannsee (Schäferberg)                                                               |

### Digitales Fernsehen (DVB-T)
Die DVB-T-Ausstrahlungen vom Sender Scholzplatz endeten am 29. März 2017. Sie liefen im Gleichwellenbetrieb (Single Frequency Network) mit anderen Sendestandorten. In Deutschland war dieses Sendernetz, als es 2003 schrittweise startete, das Erste seiner Art.
| Kanal | Frequenz (MHz) | Multiplex                      | Programme im Multiplex                                                                                              | ERP (kW) | Antennendiagramm rund (ND) gerichtet (D) | Polarisation horizontal (H) vertikal (V) | Modulationsverfahren | FEC | Guardintervall | Bitrate (MBit/s) | Gleichwellennetz (SFN)                                            |
| ----- | -------------- | ------------------------------ | --- | -------- | ---------------------------------------- | ---------------------------------------- | -------------------- | --- | -------------- | ---------------- | ----------------------------------------------------------------- |
| 27    | 522            | ARD Digital (rbb)              | - Das Erste (rbb) - rbb Fernsehen (Berlin) - Phoenix - tagesschau24 / rbb Fernsehen (Brandenburg) (19:30–20:00 Uhr) | 20       | ND                                       | V                                        | 16-QAM (8-k-Modus)   | 2/3 | 1/8            | 14,75            | Berliner Fernsehturm Alexanderplatz, Berlin-Wannsee (Schäferberg) |
| 47    | 682            | ARD regional (rbb Brandenburg) | - Arte - MDR Fernsehen (Sachsen) - NDR Fernsehen (Niedersachsen) - hr-fernsehen                                     | 20       | ND                                       | V                                        | 16-QAM (8-k-Modus)   | 2/3 | 1/8            | 14,75            | Berliner Fernsehturm Alexanderplatz, Berlin-Wannsee (Schäferberg) |

### Analoges Fernsehen
Bis zur Umstellung auf DVB-T wurde vom Sender Scholzplatz folgendes Programm in analogem PAL gesendet:
| Kanal | Frequenz (MHz) | Programm            | ERP (kW) | Antennendiagramm rund (ND) gerichtet (D) | Polarisation horizontal (H) vertikal (V) |
| ----- | -------------- | ------------------- | -------- | ---------------------------------------- | ---------------------------------------- |
| 7     | 189,25         | Das Erste (SFB/ORB) | 100      | ND                                       | H                                        |

## Sonstiges
Die vom Sender Scholzplatz abgestrahlten Frequenzen sind teilweise international für deutlich kleinere Sende-Parameter koordiniert, als sie bereits zu DDR-Zeiten betrieben wurden. So ist für die UKW-Frequenzen 88,8 MHz, 92,4 MHz und 96,3 MHz international statt 80 kW lediglich eine Leistung von 10 kW verabredet. Die Antennen wurden auf einer Höhe von über 200 Metern über dem Grund statt vorgesehenen 100 Metern montiert. Vermutlich wurden die Werte bereits direkt nach dem Bau der Sendeanlage erhöht, um weiter in das Gebiet der DDR einstrahlen zu können.